# Temporada da Stock Car Brasil de 1993
O Campeonato Stock Car de 1993 foi a 15ª edição promovida pela Confederação Brasileira de Automobilismo (CBA) da principal categoria do automobilismo brasileiro.
O vencedor foi o Ingo Hoffmann e Angelo Giombelli.
Contexto histórico
Foi criada em 1977 para ser uma alternativa à extinta Divisão 1 (D1), que corria com as marcas Chevrolet (Opala) e Ford (Maverick). Isso ocorreu pelo desinteresse do público e dos patrocinadores por se tornar uma categoria monomarca, dada a superioridade dos modelos Chevrolet. Para que isso não ocorresse, a General Motors criou uma nova categoria, que unia desempenho e sofisticação. O nome foi um golpe de mestre, pois além de emular o nome da famosa categoria americana, a NASCAR, desviava a atenção da marca única.
A primeira prova ocorreu em 22 de abril de 1979, no Autódromo de Tarumã, no Rio Grande do Sul. A criação da categoria foi a melhor resposta a um antigo anseio de uma comunidade apaixonada por carros de corrida, ou seja, uma categoria de Turismo que unisse desempenho e sofisticação.
Regulamento
O regulamento foi criado para limitar os custos, procurando equilíbrio, sem comprometer as performances dignas das competições internacionais.

## Equipes e pilotos
| Equipe                       | Construtor | Carro           | Pneu | N.° | Nome do piloto                         | Rodada    |
| ---------------------------- | ---------- | --------------- | ---- | --- | -------------------------------------- | --------- |
| Castrol Racing               | Chevrolet  | Opala Protótipo | C    | 17  | Ingo Hoffmann Ângelo Giombelli         | Todas     |
| Vandurit International       | Chevrolet  | Opala Protótipo | P    | 68  | Helio Saraiva Jr.                      | 1 e 9     |
| Vodafone Racing Team         | Chevrolet  | Opala Protótipo | B    | 45  | Chico Serra                            | Todas     |
| Vodafone Racing Team         | Chevrolet  | Opala Protótipo | B    | 75  | Adriano Rabelo                         | 7         |
| Spinelli Racing              | Chevrolet  | Opala Protótipo | M    | 51  | Lamartine Pinotti Luiz Cirino          | 9         |
| A. Jardim Competições        | Chevrolet  | Opala Protótipo | C    | 76  | Adalberto Jardim                       | Todas     |
| NASCAR Motorsport            | Chevrolet  | Opala Protótipo | P    | 2   | Luiz Fernando Baptista                 | Todas     |
| Scuderia 111                 | Chevrolet  | Opala Protótipo | P    | 39  | Renato Constantino                     | 9         |
| Carlos Alves Competições     | Chevrolet  | Opala Protótipo | C    | 32  | Carlos Alves                           | Todas     |
| CIP Green Power              | Chevrolet  | Opala Protótipo | C    | 72  | Luís Filgueiras Rodrigo Moreno         | Todas     |
| Team Bardahl Academy         | Chevrolet  | Opala Protótipo | P    | 48  | Fernando Amorim                        | 4         |
| Team Bardahl Academy         | Chevrolet  | Opala Protótipo | P    | 56  | Eduardo Forneck                        | 4         |
| CarXpert Prüstel GP          | Chevrolet  | Opala Protótipo | C    | 44  | George Lemonias Carlos Col             | 6-9       |
| BOE Owlride Autosport        | Chevrolet  | Opala Protótipo | B    | 55  | Paulo Valiengo                         | Todas     |
| BOE Owlride Autosport        | Chevrolet  | Opala Protótipo | B    | 14  | Herberto Heinen                        | 8-9       |
| Sterilgarda Max Racing Team  | Chevrolet  | Opala Protótipo | M    | 61  | Rafael del Pino Roberto Manzini        | Todas     |
| SIC58 Squadra Corse          | Chevrolet  | Opala Protótipo | P    | 54  | Edson do Valle Mathias de Valle        | 6-7       |
| Rivacold Snipers Team        | Chevrolet  | Opala Protótipo | C    | 70  | Renato Constantino Felipe Kaki Andrade | Todas     |
| Pons Racing 40               | Chevrolet  | Opala Protótipo | C    | 23  | Paulo de Tarso                         | Todas     |
| Pons Racing 40               | Chevrolet  | Opala Protótipo | C    | 94  | Ricardo Etchenique                     | Todas     |
| Ongetta SIC58 Squadracorse   | Chevrolet  | Opala Protótipo | C    | 12  | Leandro Almeida                        | 1-2 e 3-9 |
| Ongetta SIC58 Squadracorse   | Chevrolet  | Opala Protótipo | C    | 64  | Antonio Jorge Neto                     | 3-5       |
| Dynavolt Intact GP           | Chevrolet  | Opala Protótipo | P    | 80  | Camilo Christófaro Jr                  | Todas     |
| NTS RW Racing GP             | Chevrolet  | Opala Protótipo | M    | 66  | Carlos Napolitano Airton Novali        | 3         |
| Pertamina Mandalika SAG Team | Chevrolet  | Opala Protótipo | C    | 73  | Nelson Lacerda (Boia)                  | Todas     |
| Pertamina Mandalika SAG Team | Chevrolet  | Opala Protótipo | C    | 93  | Ananias Justino                        | 8         |
| Italtrans Racing Team        | Chevrolet  | Opala Protótipo | C    | 81  | João Campos                            | Todas     |
| Italtrans Racing Team        | Chevrolet  | Opala Protótipo | C    | 42  | César Matias                           | Todas     |
| Flexbox HP40 Motorsport      | Chevrolet  | Opala Protótipo | C    | 59  | Luís Batista Ney Faustini              | Todas     |
| Elf Marc VDS Racing Team     | Chevrolet  | Opala Protótipo | C    | 89  | Aloysio Andrade Filho                  | Todas     |
| Elf Marc VDS Racing Team     | Chevrolet  | Opala Protótipo | C    | 33  | Alexandre Rigon                        | 2         |
| Union Racing                 | Chevrolet  | Opala Protótipo | C    | 28  | Robles Jorge                           | 3-9       |
| Union Racing                 | Chevrolet  | Opala Protótipo | C    | 21  | Mário Covas Neto                       | 7-9       |
| IMX Racing                   | Chevrolet  | Opala Protótipo | P    | 13  | Davi dal Pizzol Gustavo dal Pizzol     | 6         |
| Unimed Racing                | Chevrolet  | Opala Protótipo | B    | 67  | Roberto Amaral                         | 1-7       |
| Equipe Golden Cross          | Chevrolet  | Opala Protótipo | M    | 3   | Luís Osório                            | Todas     |
| Equipe Golden Cross          | Chevrolet  | Opala Protótipo | M    | 88  | José Bel Camilo                        | 4         |
| Santander Motorsport         | Chevrolet  | Opala Protótipo | P    | 22  | Paulo Gomes                            | Todas     |
| Santander Motorsport         | Chevrolet  | Opala Protótipo | P    | 57  | Flávio Trindade                        | 1-2       |
| Team Bradesco                | Chevrolet  | Opala Protótipo | G    | 11  | Wilson Fittipaldi Jr                   | Todas     |
| Team Bradesco                | Chevrolet  | Opala Protótipo | G    | 52  | Fábio Sotto Mayor                      | Todas     |

## Calendário e resultados

### Etapas
| # | Circuito             | Data           | Pole Position                  | Volta mais rápida    | Vencedor de Bateria                                          | Piloto Vencedor                | Equipe Vencedora           |
| - | -------------------- | -------------- | ------------------------------ | -------------------- | ------------------------------------------------------------ | ------------------------------ | -------------------------- |
| 1 | GP de Viamão         | 11 de abril    | Ingo Hoffmann Ângelo Giombelli | Ângelo Giombelli     | 1° Bateria: Ingo Hoffmann 2° Bateria: Ângelo Giombelli       | Ingo Hoffmann Ângelo Giombelli | Castrol Racing             |
| 2 | GP de Guaporé        | 9 de maio      | Ingo Hoffmann Ângelo Giombelli | Ingo Hoffmann        | 1° Bateria: Ingo Hoffmann 2° Bateria: Ângelo Giombelli       | Ingo Hoffmann Ângelo Giombelli | Castrol Racing             |
| 3 | GP de Londrina       | 30 de maio     | Ingo Hoffmann Ângelo Giombelli | Ingo Hoffmann        | 1° Bateria: Ingo Hoffmann 2° Bateria: Ângelo Giombelli       | Ingo Hoffmann Ângelo Giombelli | Castrol Racing             |
| 4 | GP de São Paulo      | 13 de junho    | João Campos                    | Ângelo Giombelli     | 1° Bateria: Adalberto Jardim 2° Bateria: Leandro Almeida     | Adalberto Jardim               | A. Jardim Competições      |
| 5 | GP do Rio de Janeiro | 11 de julho    | Ingo Hoffmann Ângelo Giombelli | Wilson Fittipaldi Jr | 1° Bateria: Wilson Fittipaldi Jr 2° Bateria: Leandro Almeida | Leandro Almeida                | Ongetta SIC58 Squadracorse |
| 6 | GP de Curitiba       | 15 de agosto   | Leandro Almeida                | Ingo Hoffmann        | 1° Bateria: Ingo Hoffmann 2° Bateria: Paulo de Tarso         | Paulo de Tarso                 | Pons Racing 40             |
| 7 | GP de Cascavel       | 12 de setembro | Aloysio Andrade Filho          | Adalberto Jardim     | 1° Bateria: Adalberto Jardim 2° Bateria: Adalberto Jardim    | Adalberto Jardim               | A. Jardim Competições      |
| 8 | GP de Goiânia        | 17 de outubro  | Luiz Fernando Baptista         | Paulo Gomes          | 1° Bateria: Chico Serra 2° Bateria: Paulo Gomes              | Chico Serra                    | Vodafone Racing Team       |
| 9 | GP de São Paulo      | 21 de novembro | Ingo Hoffmann Ângelo Giombelli | Ingo Hoffmann        | 1° Bateria: Ingo Hoffmann 2° Bateria: Ângelo Giombelli       | Ingo Hoffmann Ângelo Giombelli | Castrol Racing             |

## Classificação

### Campeonato de pilotos
| Pos | Piloto                                 | VIA | GUA | LON | SPO | RJO | CTB | CAS | GOI | SPO | Pts |
| --- | -------------------------------------- | --- | --- | --- | --- | --- | --- | --- | --- | --- | --- |
| 1   | Ingo Hoffmann Ângelo Giombelli         | 1   | 1   | 1   | 2   | 2   | 2   | 2   | Ret | 1   | 196 |
| 2   | Adalberto Jardim                       | Ret | 3   | 2   | 1   | 7   | 3   | 1   | 2   | 2   | 157 |
| 3   | Chico Serra                            | 2   | 2   | Ret | 14  | DSQ | Ret | DNS | 1   | 9   | 156 |
| 4   | Wilson Fittipaldi Jr                   | 5   | 6   | Ret | Ret | DNS | 4   | 4   | 8   | 5   | 131 |
| 5   | Paulo Gomes                            | Ret | 9   | 4   | 3   | 3   | 6   | 3   | 3   | 4   | 123 |
| 6   | Camilo Christófaro Jr                  | Ret | 11  | 3   | 7   | 4   | Ret | DNS | 4   | 3   | 120 |
| 7   | Leandro Almeida                        | 3   | DNS |     | 5   | 1   | 22  | 5   | 12  | Ret | 113 |
| 8   | Carlos Alves                           | 15  | Ret | 8   | 6   | DNS | Ret | Ret | 7   | 11  | 91  |
| 9   | Luiz Fernando Baptista                 | DSQ | 4   | 6   | 4   | Ret | 13  | 18  | 5   | 8   | 89  |
| 10  | João Campos                            | 4   | 5   | 12  | 13  | Ret | 8   | 9   | 9   | 13  | 79  |
| 11  | Paulo de Tarso                         | 11  | 15  | Ret | 11  | DNS | 1   | 8   | 20  | 10  | 73  |
| 12  | César Matias                           | 8   | 7   | 9   | 10  | 6   | 5   | 6   | 6   | 6   | 50  |
| 13  | Fábio Sotto Mayor                      | 9   | 8   | 11  | 12  | DNS | 7   | 7   | 18  | 7   | 48  |
| 14  | Aloysio Andrade Filho                  | 6   | 10  | Ret | 15  | 8   | 10  | 12  | 10  | 12  | 46  |
| 15  | Luís Batista Ney Faustini              | NC  | 12  | 7   | 9   | 5   | 16  | 17  | 13  | 16  | 42  |
| 16  | Luís Osório                            | 14  | 14  | 10  | 16  | DNS | 11  | Ret | 22  | 18  | 36  |
| 17  | Roberto Amaral                         | 7   | 13  | 14  | 8   | Ret | 12  | Ret |     |     | 32  |
| 18  | Carlos Napolitano Airton Novali        |     |     | 5   |     |     |     |     |     |     | 28  |
| 19  | George Lemonias Carlos Col             |     |     |     |     |     | 9   | 10  | 19  | 14  | 22  |
| 20  | Paulo Valiengo                         | 10  | 16  | 13  | 17  | 9   | 15  | 14  | 15  | 15  | 19  |
| 21  | Rafael del Pino Roberto Manzini        | Ret | DNS | Ret | 20  | Ret | 18  | Ret | 16  | 19  | 18  |
| 22  | Nelson Lacerda (Boia)                  | Ret | 17  | 17  | 19  | 10  | 17  | 16  | 23  | 20  | 18  |
| 23  | Robles Jorge                           |     |     | 18  | 22  | 11  | 19  | 15  | 14  | 21  | 13  |
| 24  | Edson do Valle Mathias de Valle        |     |     |     |     |     | 14  | 11  |     |     | 12  |
| 25  | Herberto Heinen                        |     |     |     |     |     |     |     | 11  | Ret | 10  |
| 26  | Renato Constantino Felipe Kaki Andrade | 12  | 18  | Ret | 18  | Ret | 20  | 13  | 17  | 17  | 8   |
| 27  | Ricardo Etchenique                     | Ret | DNS | 15  | Ret | 12  | 21  | DNS | Ret | 22  | 8   |
| 28  | Luís Filgueiras Rodrigo Moreno         | 13  | Ret | 16  | 21  | DNS | 23  | DNS | 21  | 23  | 7   |
| 29  | Antonio Jorge Neto                     |     |     | Ret | 23  | 13  |     |     |     |     | 3   |
| 30  | Flávio Trindade                        | Ret | Ret |     |     |     |     |     |     |     | 0   |
| 31  | Davi dal Pizzol Gustavo dal Pizzol     |     |     |     |     |     | Ret |     |     |     | 0   |
| 32  | José Bel Camilo                        |     |     |     | Ret |     |     |     |     |     | 0   |
| 33  | Mário Covas Neto                       |     |     |     |     |     |     | Ret | Ret | Ret | 0   |
| 34  | Alexandre Rigon                        |     | Ret |     |     |     |     |     |     |     | 0   |
| 35  | Ananias Justino                        |     |     |     |     |     |     |     | Ret |     | 0   |
| 36  | Fernando Amorim                        |     |     |     | NQ  |     |     |     |     |     | 0   |
| 37  | Eduardo Forneck                        |     |     |     | NQ  |     |     |     |     |     | 0   |
| 38  | Renato Constantino                     |     |     |     |     |     |     |     |     | NQ  | 0   |
| 39  | Lamartine Pinotti Luiz Cirino          |     |     |     |     |     |     |     |     | NQ  | 0   |
| 40  | Adriano Rabelo                         |     |     |     |     |     |     | NQ  |     |     | 0   |
| 41  | Helio Saraiva Jr.                      | NQ  |     |     |     |     |     |     |     | NQ  | 0   |
| Pos | Piloto                                 | VIA | GUA | LON | SPO | RJO | CTB | CAS | GOI | SPO | Pts |

| Cor      | Resultado            |
| -------- | -------------------- |
| Ouro     | Vencedor             |
| Prata    | 2º lugar             |
| Bronze   | 3º lugar             |
| Verde    | Terminou, nos pontos |
| Azul     | Terminou, sem pontos |
| Púrpura  | Retirou-se (Ret)     |
| Vermelho | Não qualificado (NQ) |
| Preto    | Desqualificado (DSQ) |
| Branco   | Não largou (NL)      |
| Sem cor  | Não participou (NP)  |
| Sem cor  | Lesionado (Les)      |
| Sem cor  | Excluído (EX)        |